# Newell (Dakota Południowa)
Newell – miasto w Stanach Zjednoczonych, w stanie Dakota Południowa, w hrabstwie Butte.